# Caumont-l'Éventé
Caumont-l'Éventé era una comuna francesa situada en el departamento de Calvados, de la región de Normandía, que el 1 de enero de 2017 pasó a ser una comuna delegada de la comuna nueva de Caumont-sur-Aure al fusionarse con las comunas de La Vacquerie y Livry.

## Demografía
| Gráfica de evolución demográfica de Caumont-l'Éventé entre 1800 y 2014 |
|                                                                        |

Los datos demográficos contemplados en este gráfico de la comuna de Caumont-l'Éventé, se han cogido de 1800 a 1999 de la página francesa EHESS/Cassini, y los demás datos de la página del INSEE.